# Conothele isan
Espèce
Conothele isan est une espèce d'araignées mygalomorphes de la famille des Halonoproctidae.

## Distribution
Cette espèce est endémique de Thaïlande,. Elle se rencontre dans les provinces de Buriram et Roi Et.

## Description
Le mâle holotype mesure 12,4 mm et la femelle paratype 15,7 mm.

## Étymologie
Son nom d'espèce lui a été donné en référence au lieu de sa découverte, l'Isan.

## Publication originale
- Decae, Schwendinger & Hongpadharakiree, 2021 : « Descriptions of four new trapdoor spider species in the subfamily Ummidiinae from Thailand (Araneae, Mygalomorphae, Halonoproctidae). » Zootaxa, no 4984(1), p. 300-323.